# Théodora Vatatzès
Théodora Vatatzès (en grec moderne : Θεοδώρα Δούκαινα Κομνηνή Παλαιολογίνα; née vers 1240  – décédée le 25 février ou le 4 mars 1303), connue généralement sous le nom de Théodora Paléologue, est l'épouse de l'empereur byzantin Michel VIII Paléologue.

## Famille
Théodora Vatatzès (en grec moderne : Θεοδώρα Βατάτζη) est la fille de Jean Doukas et de son épouse Eudoxie Angelina. Son grand-père paternel est le sébastokrator Isaac Doukas Vatatzes. Celui-ci est le frère aîné de l'empereur de Nicée Jean III Doukas Vatatzés (r. 1221/22–1254). Le grand-père maternel de Théodora est le protostrator Jean Comnène Angelos. Son nom indique qu'il est membre de la famille Ange, bien que les relations exactes qu'il entretient avec la famille impériale ne soient pas connues.

## Jeunesse
Acropolites indique que Théodora devient orpheline dès son adolescence. En effet, le père de Théodora est mort jeune, tandis que sa mère est morte au début des années 1250. Elle est alors élevée par son grand-oncle Jean III qui l'aurait « aimé comme sa fille ». En 1253, ce dernier organise le mariage de Théodora et de Michel Paléologue, fils du général Andronic Paléologue.
Jean III meurt le 3 novembre 1254. Son fils, Théodore II Lascaris, qui lui avait succédé, meurt quatre ans plus tard. C'est son fils, Jean IV Laskaris, alors âgé de sept ans, qui monte alors sur le trône. Michel Paléologue manœuvre habilement afin de s'approprier le trône. Il s'arrange d'abord pour devenir le régent puis étend progressivement son influence. La dernière étape survient au début de l'année 1259 lorsque Michel et Jean sont couronnés co-empereurs. Il n'existe aucune indication confirmant que Théodora est couronnée impératrice au même moment. Néanmoins Alice-Marie Talbot rappelle que l'historien byzantin Georges Pachymère rapporte dans ses écrits qu'il existait un contraste lors de la cérémonie entre le couple impérial et le jeune Jean, qui portait des costumes moins impressionnants.

## Impératrice
Le 25 juillet 1261, Alexis Strategopoulos prend Constantinople, l'ancienne capitale de l'Empire Byzantin qui avait été conquise par les Croisés lors de la Quatrième croisade. Michel tire alors un avantage politique de la victoire de son général et entre dans la ville le 15 août 1261, bientôt suivi par Théodora et par leurs enfants. En septembre, Michel est couronné empereur une seconde fois dans la basilique Sainte-Sophie. Geanakoplos suppose que Théodora fut également sacrée lors de cette cérémonie, même si son couronnement n'est pas expressément indiqué dans les écrits de Pachymère.
À peu près au même moment, Théodora est, semble-t-il, confrontée à une crise dans son couple. Selon Pachymère, Michel serait tombé amoureux de Constance de Hohenstaufen, la fille aînée de l'empereur Frédéric II du Saint-Empire, qui avait été brièvement mariée à Jean Vatatzès avant sa mort. Il promet à Constance de divorcer de Théodora si elle accepte de se marier avec lui. Lorsque Théodora l'apprend, elle se tourne vers le patriarche Arsène Autorianos afin d'obtenir son aide. Le patriarche confronte alors l'empereur et fait pression sur lui afin qu'il abandonne ses projets. Michel finit par céder et laisse Constance rentrer chez elle en décembre 1261,.
Il existe peu de sources concernant le rôle politique de Théodora pendant le règne de son mari. Elle aurait joué un rôle important dans le mariage de ses deux filles, Anna et Irene. Elle serait également intervenu auprès de son mari afin d'obtenir sa clémence concernant des courtisans qui étaient tombés en disgrâce. Les principales indications sur son rôle politique concernent essentiellement son soutien à des communautés monastiques. Un certain nombre de documents provenant des archives des monastères de Patmos et Lembiotissa datant de 1259 à 1281 attestent de sa forte implication. Lorsque Michel mène une politique en faveur de l'union de l'Église lors du Concile de Lyon en 1274, il existe des preuves montrant que Théodora soutient, elle, les adversaires d'une union. Ayant échoué à convaincre à son mari, elle aurait alors soutenu sa politique par loyauté envers lui. Après la mort de l'empereur en 1282, elle se rétracte publiquement en 1283.
Après la mort de son mari, Théodora entreprend la restauration du monastère de Constantin Lips (aujourd'hui la mosquée Fenari Isa) qui avait été fondé au Xe siècle, et qui avait été élargi par un couvent. Théodora entreprend la reconstruction du couvent et ajoute une deuxième église dédiée à Saint Jean Baptiste. Talbot explique que l'objectif de ce couvent était notamment de fournir un lieu de retraite aux filles de Théodora et à ses petites-filles, conformément à la coutume de l'époque. Il s'agissait également de fournir un lieu de repos à sa famille, alors que son défunt mari Michel avait été privé de sépulture chrétienne. Talbot écrit : « Théodora, impératrice douairière et matriarche de la famille, était sans aucun doute déterminée à prendre les dispositions nécessaires à sa propre sépulture et à celles de ses descendants ».
Théodora joua enfin un rôle de par son soutien à la scolarisation des enfants et en promouvant la production de manuscrits. Peu après la reprise de Constantinople, elle chargea notamment le moine Arsenios de traduire en grec un travail sur la géométrie réalisé par le philosophe perse al-Zanati. La traduction est conservée dans le manuscrit de Naples (II C 33), avec une note fournissant des informations sur le patronage de Théodora.

## Décès
Theodora meurt de maladie en 1303, « le lundi de la deuxième semaine des jeûnes », c'est-à-dire le 25 février ou le 4 mars selon les interprétations. Son fils, l'empereur Andronic II Paléologue lui offre de magnifiques funérailles. Elle est inhumée dans l'église de Saint Jean Baptiste dans le couvent de Lips, où elle avait préparé sa tombe quelques années plus tôt. L'oraison funèbre est prononcée par l'écrivain et philosophe byzantin Théodore Métochitès.

## Enfants
Théodora et Michel VIII ont sept enfants, :
- Manuel Paléologue (né vers 1255 – mort avant 1259)
- Irène Paléologue (née vers 1256 – morte avant 1328), qui épouse l'empereur Ivan Asen III de Bulgarie et devient impératrice de Bulgarie
- Andronic II Paléologue (1259 - 1332)
- Anna Paléologue (née vers 1260 - 1299/1300), qui se marie avec Demetrios/Michel Comnène Doukas, troisième fils de Michel II d'Epire
- Constantin Paléologue (1261 - 1306), qui épouse Eirene Raoulaina, sa cousine au deuxième degré
- Théodora Paléologue, qui épouse le roi David IV de Géorgie
- Eudoxie Paléologue, qui épouse l'empereur Jean II de Trébizonde
- Théodore Palaiologo (né vers 1263 –  morte après 1310)